# Эйблизм

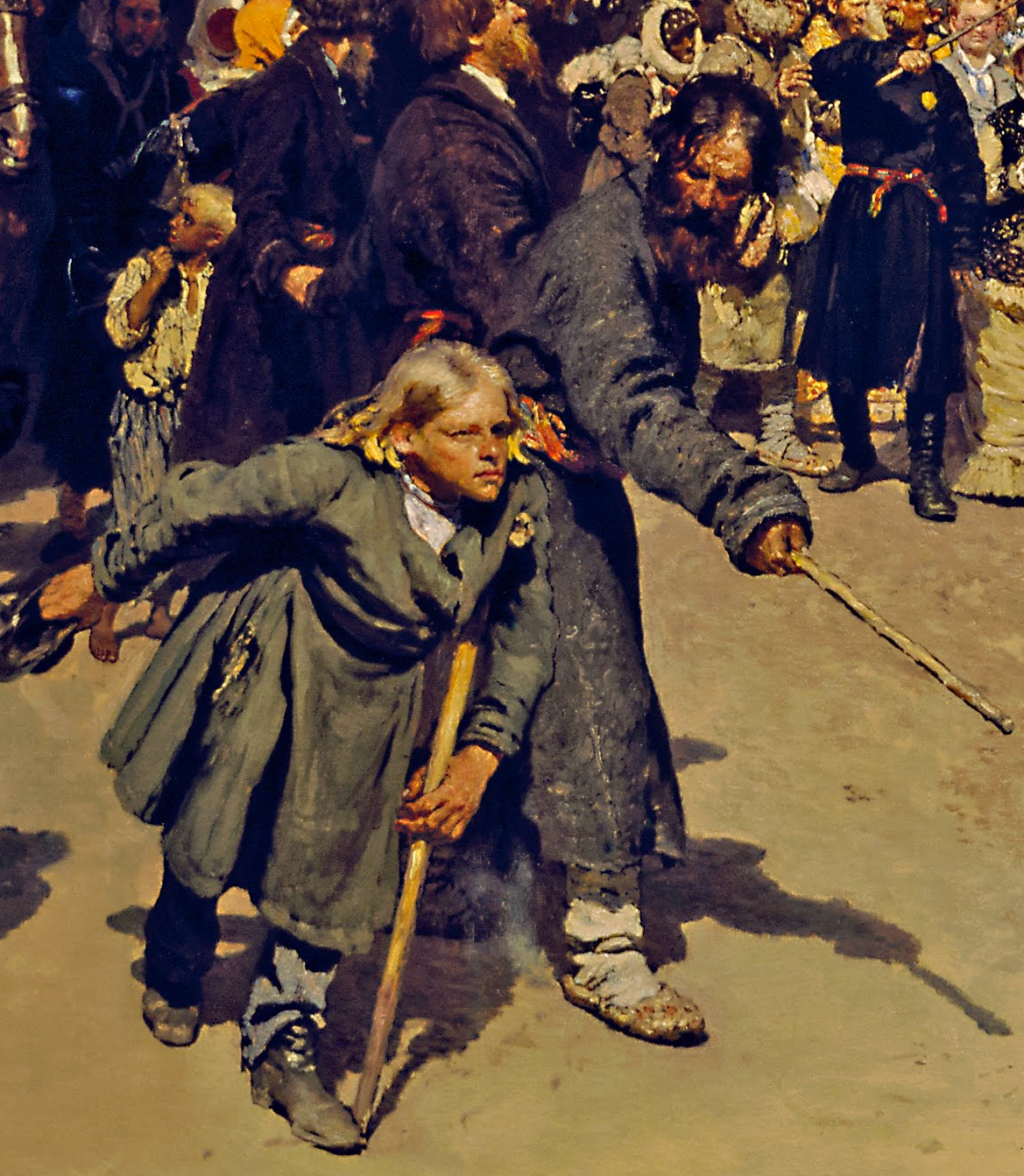
Горбун и крестьянин, преграждающий ему путь к центральной части крестного хода. Фрагмент картины «Крестный ход в Курской губернии» Ильи Репина (1880—1883)

Эйбли́зм (из англ. ableism, от able «способный, правоспособный, дееспособный») — тип дискриминации, при котором люди без проблем со здоровьем рассматриваются как нормальные и превосходящие людей с инвалидностью, что приводит к предрассудкам в отношении последних.
В некоторых странах были внесены изменения в законодательство, способствующие пресечению дискриминации по отношению к людям с ограниченными возможностями. Общественная инфраструктура некоторых территорий меняется, чтобы ею могли пользоваться люди с ограниченными возможностями для передвижения. Несмотря на прогресс в данном вопросе в ряде стран, в целом общество остаётся неприспособленным для инвалидов. Сохраняются стереотипы и практики дискриминации. Существует большое число общественных пространств, недоступных для людей, использующих инвалидные коляски, имеющих недостаточное зрение, слух и др.

## Общая характеристика

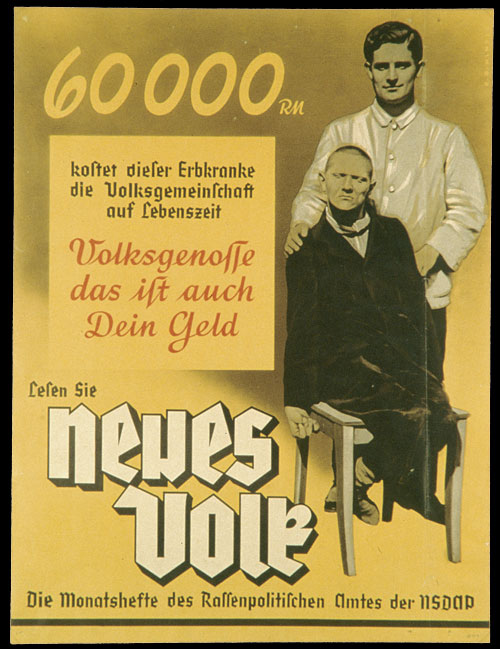
Пропаганда нацистской Программы Т-4: «60 тыс. рейхсмарок — вот во что этот человек, страдающий наследственной болезнью, обходится обществу при жизни. Согражданин, это и твои деньги тоже», Управления расовой политики, издание «Новый народ»

Эйблизм включают социальное предубеждение и системную дискриминацию людей с инвалидностью, хроническими соматическими или психическими расстройствами. Эйблизм характеризует людей, ориентируясь только на их ограниченные возможности, и ставит их потребности на второй план по сравнению с остальными людьми. На этой основе людям с инвалидностью приписывают или, наоборот, отказывают в определённых навыках или чертах характера.
Существует ряд стереотипов, связанных с различными типами инвалидности, и эти стереотипы служат оправданием для практики эйблизма. Эйблизм негативно влияет на людей с инвалидностью, ограничивая их выбор профессий, развлечений и др., и в целом меняет их отношение к самим себе.
В обществе, где распространён эйблизм, здоровый человек рассматривается как норма, в то время как люди с инвалидностью считаются отклонением от нормы. Инвалидность воспринимается как нечто, требующее устранения, чаще всего с помощью медицинского вмешательства.
Одним из часто проявляемых видов дискриминации по отношению к людям с инвалидностью является отрицание их автономии. Так, например, иногда официант чаще обращается к сопровождающему человека с инвалидностью, чем к нему самому.

## Формы и проявления

Нацистский плакат, изображающий работающих людей под гнётом обузы «лишних» (нетрудоспособных) людей, доля которых со временем растёт: если в 1925 году она составляла 4 человека на 50 работающих, то в 1955 году будет 7 человек, а к 2000 году — уже 12 человек

Эйблизм принимает много форм во всём мире. Иногда вред наносится намеренно, но чаще эйблизм проявляется в попытке пожалеть.
В Великобритании дискриминация людей с инвалидностью называется также дисэйблизм (англ. disablism). Термин не распространён в русском языке. Считается, что это более жёсткая форма эйблизма. В то время как эйблизм — скорее набор стереотипов, дисэйблизм — непосредственно насильственное обращение с людьми с инвалидностью, оскорбительное поведение по отношению к ним.
Существует и такая форма эйблизма, как ментализм — дискриминация по отношению к людям с психическими расстройствами.
К наиболее распространённым проявлениям эйблизма относятся:
- затруднённый доступ к транспорту и зданиям для людей с инвалидностью или полное отсутствие такого доступа;
- несоответствие людей с инвалидностью культурным и социальным нормам, например препятствия для вступления в брак[9]; часто окружающие считают, что заболевание заразно, и обходят людей с инвалидностью стороной;
- сборы денег на благотворительность путём демонстрации инвалидов за деньги;
- инструкции ко многим современным устройствам запрещают использование их «людьми с ограниченными возможностями» без присмотра или инструктажа со стороны других людей.

Инвалиды часто становятся жертвами насилия. Больше чем 90 % инвалидов подвергаются сексуальному насилию по крайней мере раз в жизни. 49 % подвергаются сексуальному насилию больше чем 10 раз.
50 % инвалидов, у которых нет работы, хотят её иметь, но не могут найти. Иногда инвалиды не получают рабочие места, даже если они подходят и способны справляться с работой, но работодатели предпочитают им здоровых людей.
Инвалиды иногда насильственно стерилизуются, что нарушает право человека иметь детей.

## История

Центр умерщвления инвалидов в Хадамаре (1941)

Первое известное использование термина «эйблизм» относится к 1981 году. Однако сами предубеждения и дискриминация инвалидов существовали задолго до этого.
В XVII—XVIII веках за плату европейцы могли посетить тюрьмы, исправительно-трудовые лагеря или психиатрические больницы, чтобы увидеть «неистовых сумасшедших», которые были прикованы цепью в клетках. Для борьбы с попрошайничеством в некоторых городах США во второй половине XIX века людям с «неприятной» для окружающих формой инвалидностью было запрещено появляться на улицах. Последний такой закон был отменён в 1974 году.
В нацистской Германии и на оккупированных ею территориях действовала евгеническая программа «Т-4» по стерилизации, а в дальнейшем и физическому уничтожению людей с психическими расстройствами, умственно отсталых и наследственно отягощённых больных. Впоследствии в круг лиц, подвергавшихся уничтожению, были включены нетрудоспособные лица (инвалиды, а также болеющие свыше 5 лет). Сначала уничтожались только дети до трёх лет, затем — все возрастные группы. Евгеника поощряет размножение людей с «желательными» чертами и препятствует размножение людей с «нежелательными» чертами. Нацисты утверждали, что инвалиды являются бременем общества.
Многие продолжают разделять это мнение. Так, в 2013 в Великобритании член совета Корнуолла Колин Брюэр заявил, что дети-инвалиды «должны быть убиты», чтобы сэкономить деньги. Он провёл аналогию между детьми-инвалидами и сельскохозяйственными животными-калеками, которых фермеры обычно уничтожают.

## Противодействие

### Организация Объединённых Наций

Состояние пакта по странам
Ратифицирован
Подписан, но не ратифицирован
Не подписан

13 декабря 2006 года Генеральной Ассамблеей ООН была принята Конвенция о правах инвалидов. По состоянию на ноябрь 2019 года 181 государство и Евросоюз участвуют в Конвенции, 96 государств — в Факультативном протоколе к ней.
Со вступлением в силу Конвенции был учреждён Комитет по правам инвалидов (изначально — в составе 12 экспертов, в связи с достижением числом стран-участниц отметки 80 расширен до 18 человек) — орган надзора за исполнением Конвенции, уполномоченный рассматривать доклады государств-участников Конвенции, выносить по ним предложения и общие рекомендации, а также рассматривать сообщения о нарушениях Конвенции государствами-участниками Протокола.
Документ устанавливает недопустимость дискриминации по признаку инвалидности, в том числе при трудоустройстве. Кроме того, поправки создают правовую базу для значительного расширения возможностей по защите прав инвалидов, в том числе в административном порядке и в суде. Закон определил обязательные для исполнения всеми собственниками объектов и поставщиками услуг конкретные обязанности по созданию инвалидам равных с остальными условий.

### Великобритания
В Великобритании дискриминация инвалидов стала незаконной после принятия Законов о дискриминации в отношении инвалидов (Disability Discrimination Act 1995) 1995 и 2005 годов. Позже эти законы были аннулированы, но их пункты были включены в Закон о равенстве 2010 года (Equality Act 2010). Закон запрещает несколько типов дискриминации: прямая дискриминация (с. 13 (1)), косвенная дискриминация (с. 6 и с. 19), домогательство (с. 26), виктимизация (с. 27 (2)), дискриминация, являющаяся результатом инвалидности (с. 15 (1)), и неспособность принять разумные меры (с. 20).

### Соединённые Штаты Америки
До 1970-х годов эйблизм в США был законодательной нормой. Например, так называемые «безобразные законы» (англ. ugly laws) запрещали появляться на публике людям, которые считались неприглядными.
Раздел 504 и другие разделы Закона о реабилитации 1973 года (Rehabilitation Act of 1973) и Американского закона об инвалидах 1990 года (Americans with Disabilities Act of 1990, сокращённо ADA) ввели определённые гражданско-правовые санкции за отказ или неспособность оборудовать публичные места так, чтобы они соответствовали определённым рекомендациям, также известным как «рекомендации доступа ADA». Эти законы также помогли расширить использование ряда адаптивных устройств, таких как TTYs (телефонные системы для глухонемых), компьютерного аппаратного и программного обеспечения, пандусов для инвалидных колясок и лифтов в общественном транспорте и жилых комплексах. Также эти законы запрещают прямую дискриминацию в отношении инвалидов в государственных программах, в программах занятости, общественном транспорте и местах общественного пользования, таких как магазины и рестораны.

### Россия
Инвалиды войны
По данным Военно-медицинского музея в Санкт-Петербурге, в ходе Великой Отечественной войны ранения получили 46 миллионов 250 тысяч советских граждан. Из этого числа около 10 миллионов вернулись с фронта с различными формами инвалидности, в том числе 775 тысяч с ранениями в область головы, 155 тысяч с одним глазом, 54 тысячи ослепших, 3 миллиона одноруких, 1,1 миллиона без обеих рук. Инвалиды Отечественной войны I и II группы — то есть люди, полностью утратившие трудоспособность — получали пенсию в размере 300 рублей в месяц (для рядового, сержантского и старшинского состава), что составляло примерно половину оклада неквалифицированного рабочего. В деревнях же вернувшиеся с фронта калеки не получали почти ничего. Кроме того, был принят закон, запрещавший принимать в учреждения социального обеспечения инвалидов I и II группы, имевших родителей или родственников.
В 1948 году был принят указ «О выселении в отдалённые районы лиц, злостно уклоняющихся от трудовой деятельности в сельском хозяйстве и ведущих антиобщественный паразитический образ жизни». Указ был направлен против инвалидов войны, побиравшихся на вокзалах Москвы. В июле 1951 года было принято два указа, Совмина СССР и Президиума Верховного Совета СССР, — «О борьбе с нищенством и антиобщественными паразитическими элементами». На основании указов согласно официальной статистике МВД СССР, во втором полугодии 1951 года в крупных промышленных городах за нищенство было задержано 107 766 человек, из них свыше 70 % составляли инвалиды войны и труда. Уже в следующем году министр МВД отрапортовал о задержании 156 817 человек, занимавшихся нищенством, в 1953 году за «паразитический образ жизни» было задержано 182 342 человека.
Всех задержанных инвалидов войны было приказано поселить в специальные дома-интернаты, которые создавались при каждом областном центре.  Интернаты располагались в отдалённых местах, чаще всего в заброшенных монастырях: Кирилло-Белозерском, Александро-Свирском, Горицком Воскресенском, в Нило-Сорской пустыни.  Из Москвы инвалидов свозили в закрытый Климовский Покровский монастырь и в Ногинск, где палаты для безногих фронтовиков находились в бывшем лагере для немецких военнопленных "Оранки-74". Самым известным в СССР стал Дом инвалидов войны и труда на острове Валаам, открытый в зданиях Спасо-Преображенского монастыря. Здесь было отделение для людей, потерявших обе руки и ноги.
После пересторойки
В 1995 году был принят федеральный закон «О социальной защите инвалидов в Российской Федерации», определяющий российскую государственную политику в области социальной защиты инвалидов, целью которой является обеспечение инвалидам равных с другими гражданами возможностей в реализации прав и свобод, предусмотренных Конституцией Российской Федерации и в соответствии с общепризнанными принципами и нормами международного права и международными договорами Российской Федерации. В мае 2012 года Россия ратифицировала Конвенцию ООН о правах инвалидов 2006 года. В 2014 году в федеральный закон 1995 года были внесены изменения, согласно которым в России не допускается дискриминация по признаку инвалидности.

## В массовой культуре
«Уродство» и «красота» не только определяются исходя из субъективных представлений, но также служат синонимами добра и зла. «Уродство» в сознании людей связывается с насилием и страхом, что эксплуатируется в художественной литературе, кинематографе, в частности в фильмах ужасов, и в видеоиграх. Так, известный злодей Капитан Крюк с крюком вместо руки из книги «Питер Пэн», популярный образ одноногого/одноглазого пирата, и т. д. — популяризирует страх детей перед инвалидами. Зачастую в массовой культуре инвалиды изображены как беспомощные объекты благотворительности и сострадания. Но есть и обратные примеры, в таких книгах, как «Цветы для Элджернона» и «До встречи с тобой».